# Superliga
Superliga — третий сингл датской рок-группы Nephew с их второго альбома USA DSB, вышедшего в 2004 году. Песня обращается  со скрытым сообщением любви, и в песне упоминается много знаменитых людей.

## Видеоклип
Видеоклип был выпущен в том же году. Режиссёрами клипа были Jakob Thorbek и Rasmus Meisler. Видео получило приз в номинации «Лучший Видеоклип Года» на Danish Music Award 2005. В самом видеоклипе, младший брат фронтмена Nephew Симона Квамма танцует в футболке, на которой постоянно меняется надпись, описывающая различных знаменитостей, упоминающихся в песне. Цветовая палитра клипа постоянно меняется между синим, красным и жёлтым.

## Призы
Песня победила на GAFFA Prize в 2004 году, в номинации «Хит 2004 в Дании».
Видеоклип победил в номинации «Лучший Видеоклип Года» на Danish Music Award.